# Kristian Franze
Kristian Franze (* 1976) ist ein deutscher Biophysiker, der 2020 mit der Alexander-von-Humboldt-Professur ausgezeichnet wurde und seither an der Friedrich-Alexander-Universität Erlangen-Nürnberg lehrt und forscht.

## Leben
Franze studierte Tiermedizin an der Universität Leipzig, wo er 2007 im Fachbereich Physik promovierte. Als Postdoc wechselte er an die University of Cambridge, kehrte wieder an die Universität Leipzig zurück und wechselte 2011 schließlich wieder nach Cambridge. 2017 wurde er dort Reader. Im August 2020 trat er die Humboldt-Professur an der Friedrich-Alexander-Universität Erlangen-Nürnberg an und wurde zugleich am Universitätsklinikum Erlangen Direktor des Instituts für Medizinische Physik und Mikrogewebetechnik.